# Романенко Дмитро Васильович (шахтар)
Романенко Дмитро Васильович (* 27 січня 1962) — прохідник дільниці підготовчих робіт державного підприємства «Шахтоуправління „Південнодонбаське № 1“» Міністерства енергетики та вугільної промисловості України (Донецька область), Герой України.

## Нагороди
- Звання Герой України з врученням ордена Держави (24 серпня 2012) — за визначний особистий внесок у розвиток вітчизняної вугільної промисловості, зміцнення енергетичного потенціалу держави, багаторічну самовіддану працю та високу професійну майстерність[1]
- Ордени «За заслуги» II ст. та «За мужність» II ст. (22 серпня 2007) — за вагомі особисті заслуги в розвитку паливної галузі, зміцнення енергетичного забезпечення держави, високий професіоналізм та з нагоди Дня шахтаря[2]
- Заслужений шахтар України (22 серпня 2000) — за значний особистий внесок у розвиток вугільної промисловості, багаторічну сумлінну працю[3]
- Повний кавалер знаків «Шахтарська слава»
- Нагороджений знаками «Шахтарська доблесть» II, III ступеня